# (617) Patroclus
(617) Patroclus  ist ein Asteroid aus der Gruppe der Trojaner. Man bezeichnet damit Asteroiden, die auf der Bahn des Jupiter um die Sonne laufen.
Patroclus wurde 1906 als zweiter Trojaner entdeckt. Er wurde nach dem Krieger Patroklos aus der griechischen Mythologie benannt.
Patroclus befindet sich in der Nähe von Jupiters Lagrange-Punkt L5. Seine Bahn verläuft zwischen 4,496 (Perihel) und 5,939 (Aphel) astronomischen Einheiten und ist mit 22,0° stark gegen die Ekliptik geneigt. Die Bahnexzentrizität beträgt 0,138.
Während der Opposition erreicht Patroclus eine Helligkeit von 16,2 mag. Er ist damit ein äußerst lichtschwaches Objekt am Nachthimmel.
Patroclus’ Durchmesser wurde früher auf etwa 150 km geschätzt. Untersuchungen mit dem Keck-II-Teleskop auf dem Mauna Kea in Hawaii deckten die Doppelnatur des Asteroiden auf. Neben Patroclus, mit einem Durchmesser von 140 km, existiert eine zweite Komponente mit der Bezeichnung S/2001 (617) 1 und dem Namen Menoetius, dessen Durchmesser auf 113 Kilometer geschätzt wird. Patroclus ist demnach ein Doppelasteroid, dessen Komponenten sich mit einem Abstand von etwa 680 km voneinander um den gemeinsamen Schwerpunkt bewegen.

## Geplanter Besuch durch die Raumsonde Lucy

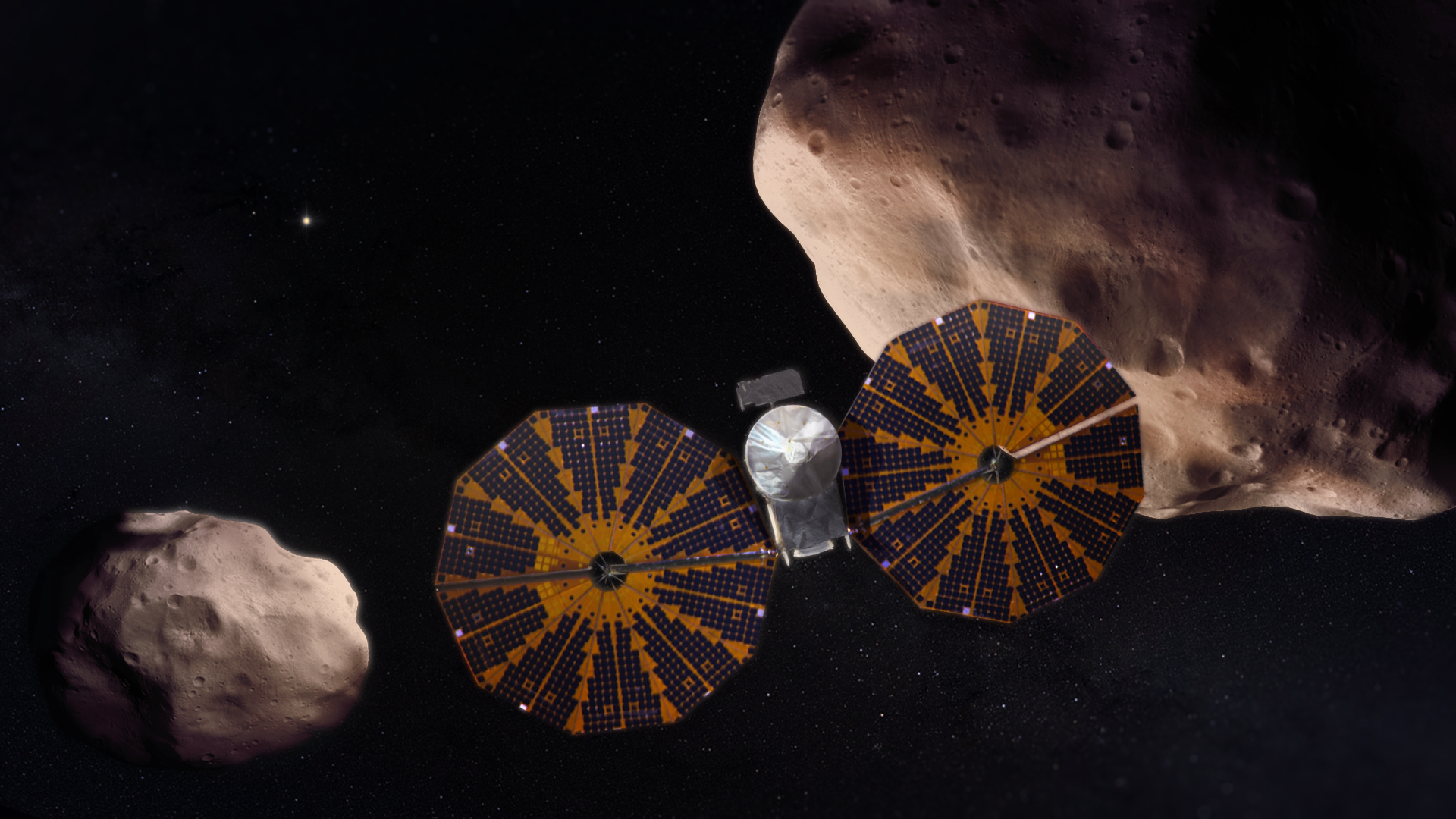
Künstlerische Darstellung der Sonde Lucy beim Besuch von Patroclus-Menoetiuis

Am 16. Oktober 2021 startete die Raumsonde Lucy. Sie soll zunächst zwischen 2027 und 2028 die L4-Trojaner (3548) Eurybates, (15094) Polymele, (11351) Leucus und (21900) Orus untersuchen. Dann wird sie ein Swing-by an der Erde durchführen, um Patroclus und Menoetius im März 2033 zu erreichen und aus der Nähe zu erkunden.